# والتر ويبل
والتر ويبل (بالإنجليزية: Walter Whipple)‏ هو مترجم ومبشر أمريكي، ولد في 1943.